# Асьєр Гарітано
Асьєр Гарітано (ісп. Asier Garitano; нар. 6 грудня 1969, Бергара) — іспанський футболіст, що грав на позиції флангового півзахисника, нападника. По завершенні ігрової кар'єри — тренер. З 2021 року очолює тренерський штаб команди «Леганес».
Виступав, зокрема, за клуб «Більбао Атлетік», а також юнацьку збірну Іспанії.

## Клубна кар'єра
Народився 6 грудня 1969 року в місті Бергара. Вихованець футбольної школи клубу «Атлетік Більбао».
У дорослому футболі дебютував 1989 року виступами за команду «Більбао Атлетік», в якій провів три сезони, взявши участь у 95 матчах чемпіонату. Більшість часу, проведеного у складі «Більбао Атлетіка», був основним гравцем команди.
Згодом з 1992 по 2002 рік грав у складі команд «Ейбар», «Картахена», «Кадіс», «Ейбар», «Гава», «Расінг», «Бургос» та «Аліканте».
Завершив ігрову кар'єру у команді «Бенідорм», за яку виступав протягом 2002—2003 років.

## Виступи за збірні
1988 року дебютував у складі юнацької збірної Іспанії (U-18), загалом на юнацькому рівні взяв участь у 2 іграх.

## Кар'єра тренера
Розпочав тренерську кар'єру відразу ж по завершенні кар'єри гравця, 2003 року, увійшовши до тренерського штабу клубу «Аліканте», де пропрацював з 2003 по 2008 рік.
2018 року став головним тренером команди «Реал Сосьєдад», тренував клуб із Сан-Себастьяна один рік.
Згодом протягом 2019—2020 років очолював тренерський штаб клубу «Алавес».
Протягом тренерської кар'єри також очолював команди «Аліканте», «Кастельйон», «Оріуела» та «Алькояно», а також входив до тренерського штабу клубу «Кастельйон».
З 2021 року очолює тренерський штаб команди «Леганес».